# Tryforium katedry Świętego Wita w Pradze

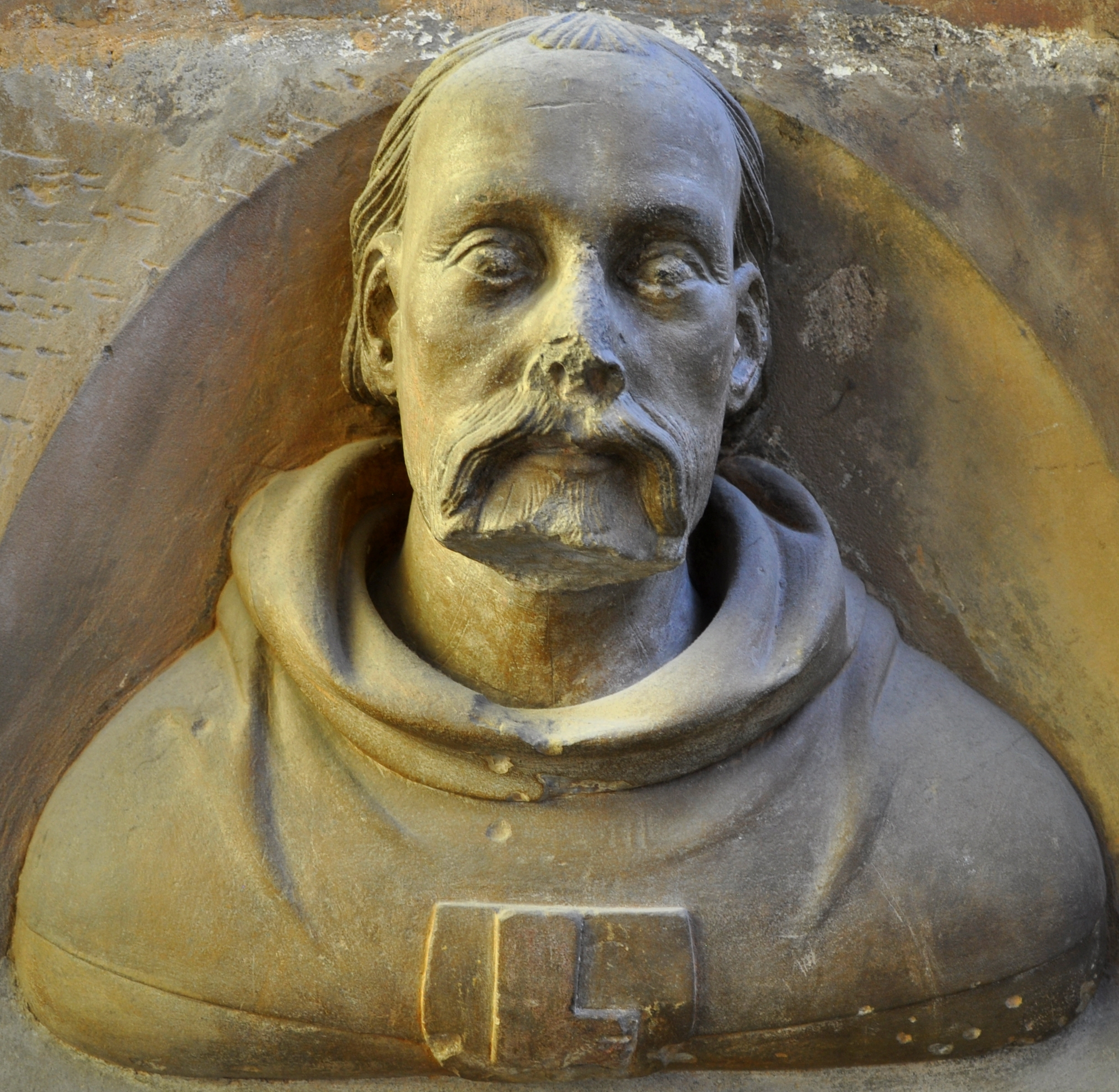
Autoportret Petera Parlera, głównego architekta gotyckiej katedry, autora koncepcji dekoracji rzeźbiarskiej tryforium i jego współtwórcy

Tryforium katedry Świętych Wita, Wacława i Wojciecha – architektoniczno-rzeźbiarskie dzieło Petera Parlera i jego warsztatu powstałe w czasie budowy gotyckiej katedry (położonej na praskich Hradczanach), około lat 1375-1385. Pojęcie to oznacza zarówno tryforium w dosłownym znaczeniu – część między arkadami międzynawowymi i strefą okien chóru praskiej katedry. W znaczeniu ścisłym rozumie się monumentalną dekorację architektoniczno-rzeźbiarską obejmującą tę część, a także podobne założenie od strony zewnętrznej. Istotę jej tworzą kamienne popiersia przedstawiające zarówno główne osobistości związane z Królestwem Czech pod egidą Karola IV Luksemburskiego oraz czeskich świętych patronów.

## Tzw. dolne tryforium

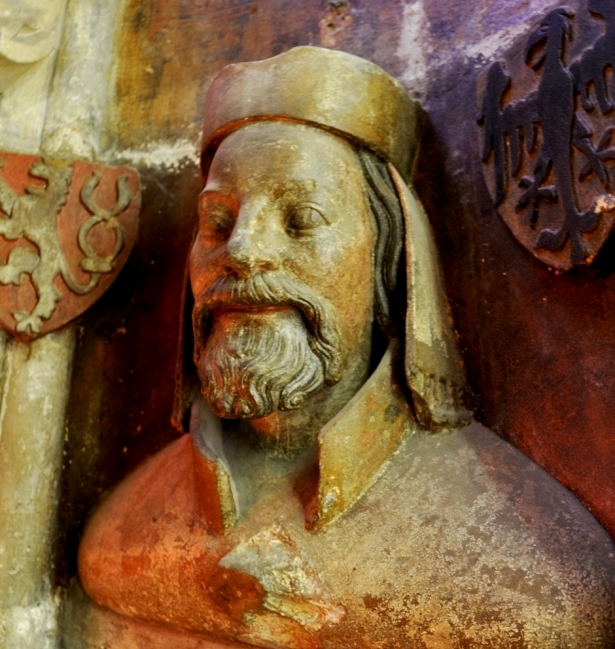
Karol IV Luksemburski

Tryforium tzw. "dolne" lub "wewnętrzne" jest wydzieloną strefą pomiędzy arkadami międzynawowymi i oknami oświetlającymi chór i prezbiterium. Jest to swego rodzaju galeria-ganek. Poszczególne przęsła (odpowiadające strukturze przestrzennej świątyni) oddzielają diagonalnie ustawione wąskie ściany działowe, z otworami przejściowymi przy oknach, umożliwiającymi obchód całego tryforium. Ściany zewnętrzne są przeprute wąskimi oknami, które są oddzielone służkami, zamiast ostrołuku zamykającego poszczególne okna są arkady o trójlistnym zwieńczeniu. Od  wnętrza tryforium oddziela kamienną balustrada, do której przylega po pięć (w każdym przęśle) filarów z kapitelami dźwigających arkady o trójlistnym zamknięciu. W skrajnych partiach poszczególnych przęseł arkady przybierają formę podwójnych łuków ostrołukowych z wpisanym wewnątrz motywem trójliścia.
Na ścianach działowych, wewnątrz płytkich wnęk umieszczono kamienne popiersia. Zostały bardzo starannie uwzględnione cechy fizjonomiczne; indywidualne rysy twarzy, fryzury, z mniejszą dozą staranności wykonano kostiumy. Dopełnieniem większości popiersi są flankujące je płaskorzeźbione tarcze herbowe o reliefowo opracowanym blazonowaniu oraz malowane inskrypcje przedstawiające tożsamość oraz charakteryzujące wybrane funkcje i działania, dzięki którym dana postać była znana.
W zespole tym wyróżniają się trzy grupy postaci: w obrębie absydy, prezbiterium i wschodnich przęseł chóru ukazano cesarza Karola IV Luksemburskiego i jego rodzinę. W pozostałych częściach ukazano kościelnych hierarchów (po stronie południowej) oraz głównych budowniczych katedry praskiej (po stronie północnej).  
Podział na trzy grupy wyznaczyła także chronologia prac nad dekoracją. Najstarszy zespół datowany jest na lata 1375-1378, tworzą go wizerunki wspomnianego cesarza i jego rodziny, są to: margrabia morawski Jan Henryk Luksemburski, Blanka de Valois, pierwsza małżonka Karola IV, Anna z Palatynatu – druga małżonka, Anna świdnicka – trzecia małżonka, Elżbieta Pomorzanka – czwarta małżonka, Karol IV – król czeski i cesarz rzymski, Jan Luksemburski – król czeski, ojciec Karola IV, Elżbieta Przemyślidka – małżonka Jana, Wacław IV Luksemburski – syn Karola IV i Anny Świdnickiej, późniejszy następca na tronie i Joanna Bawarska – małżonka Jana.
Kolejne popiersia powstały około 1380-1382 r. Po północnej stronie  zostali ukazani Wacław I Luksemburski, kierownicy budowy katedry praskiej: Beneš Krabice z Weitmile i Ondřej Kotlík, architekci  Piotr Parler i Mateusz z Arras; po stronie południowej, pierwsi trzej arcybiskupi Pragi: Arnošt z Pardubic, Jan Očko z Vlašimi oraz Jan z Jenštejnu, nadto kolejni kierownicy budowy: Mikuláš Holubec i Leonard Bušek.
Najmłodszym dziełem jest popiersie Václava z Radče, który pełnił funkcję kierownika budowy (po 1 września  1385).
Ponadto, po stronie południowej na ścianach ukazano trzy maski oraz scenkę z psem i kotem, walczących, bądź figlujących ze sobą.

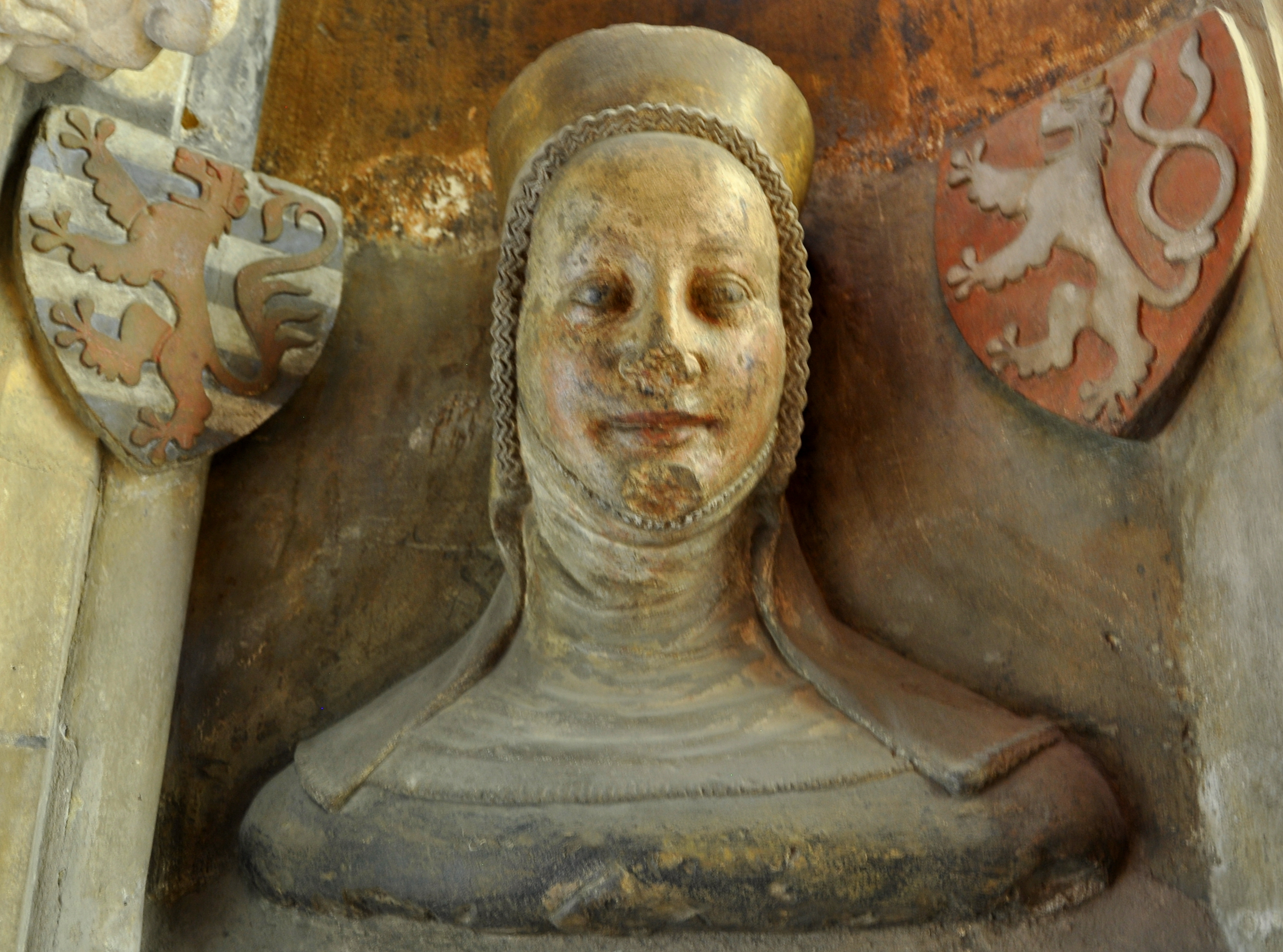
Elżbieta Przemyślidka
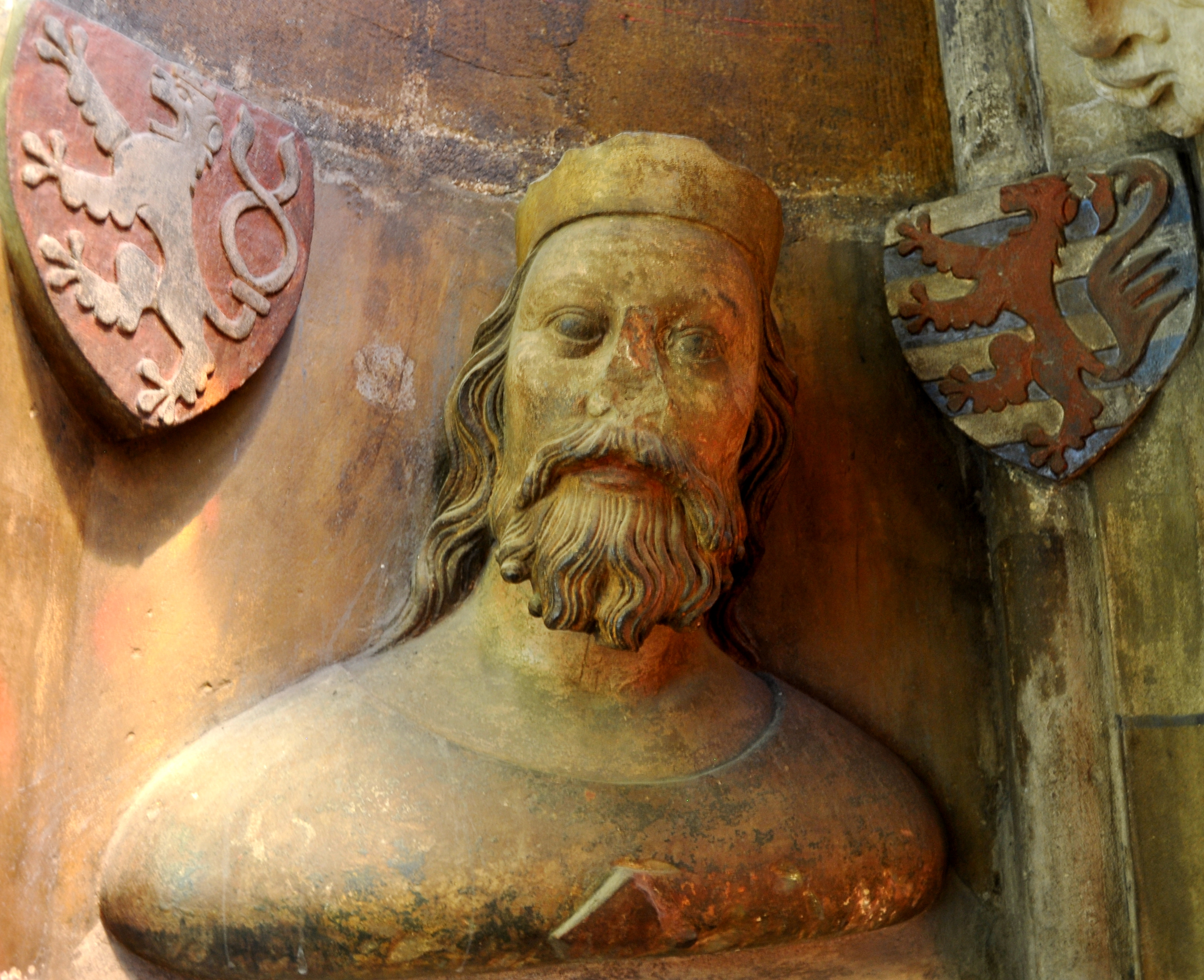
Jan Luksemburski
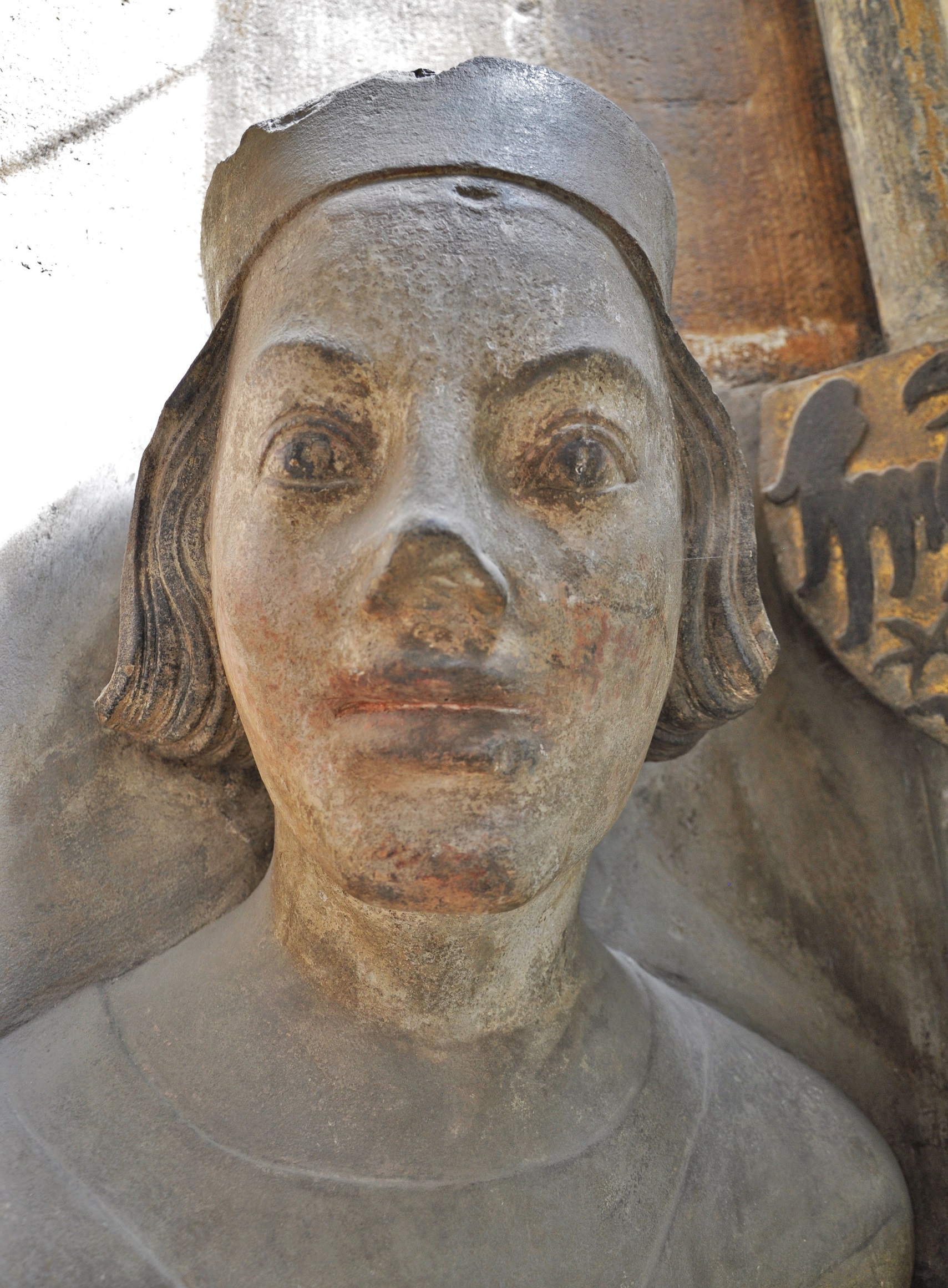
Wacław IV Luksemburski
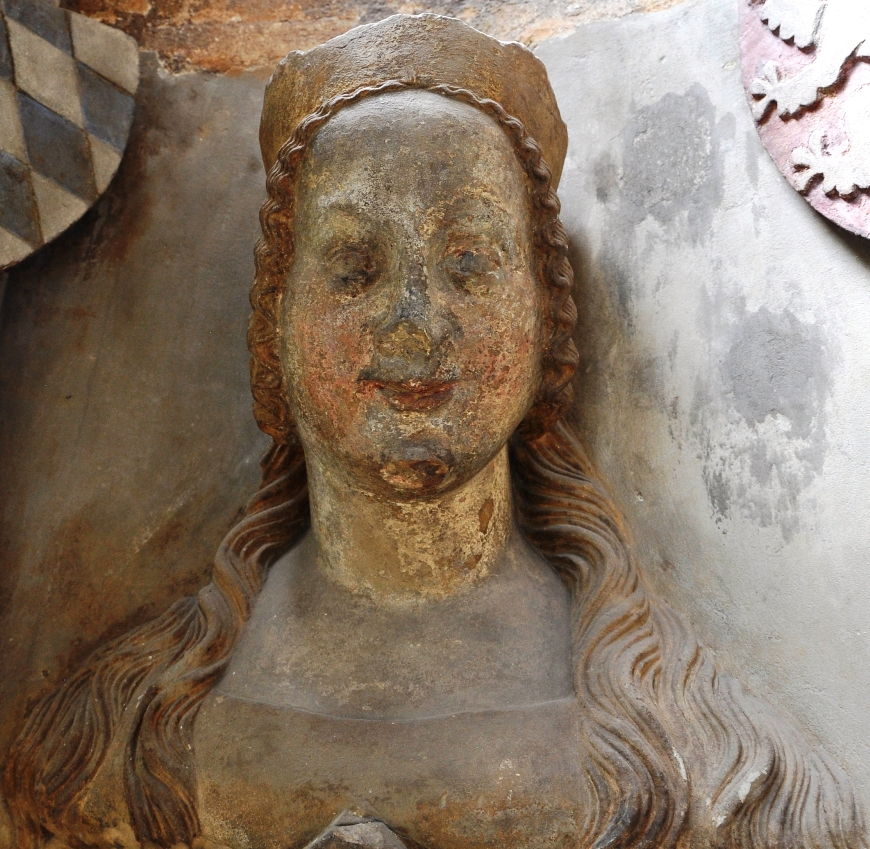
Joanna Bawarska

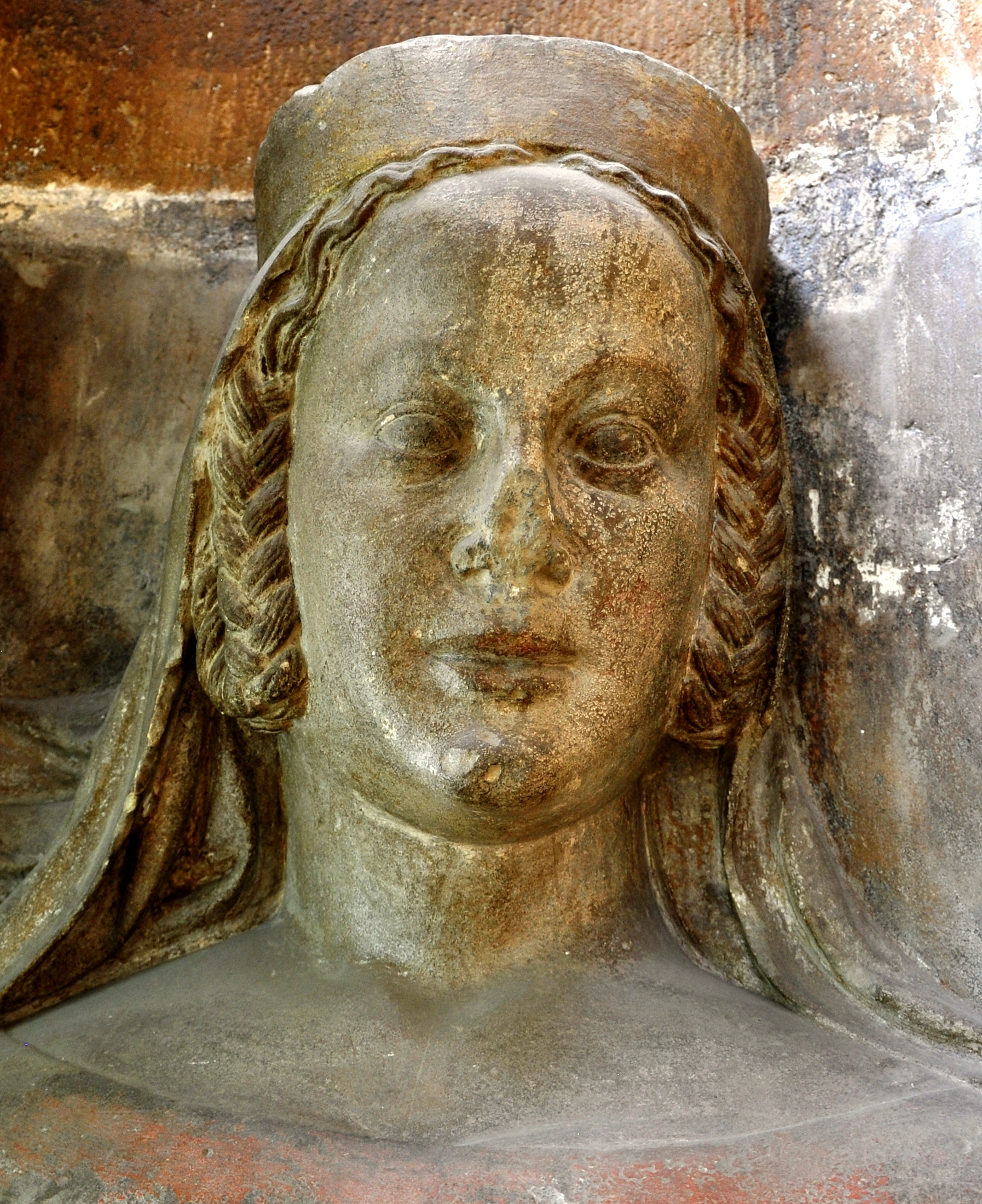
Blanka de Valois
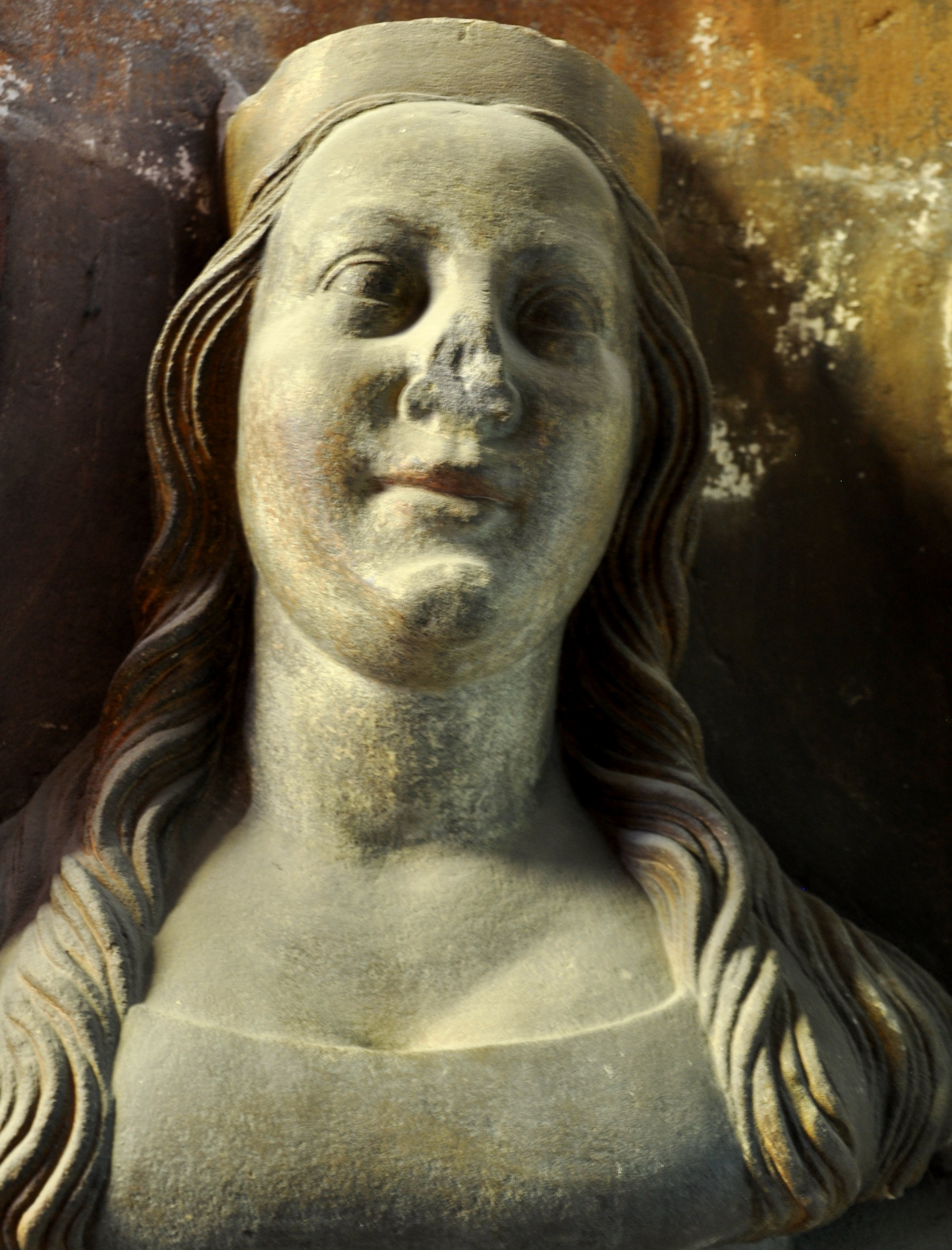
Anna z Palatynatu
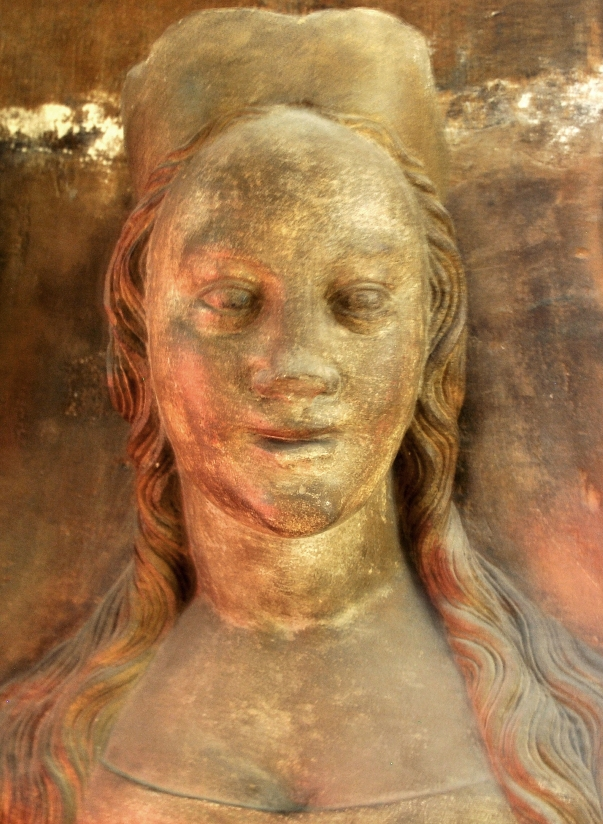
Anna świdnicka
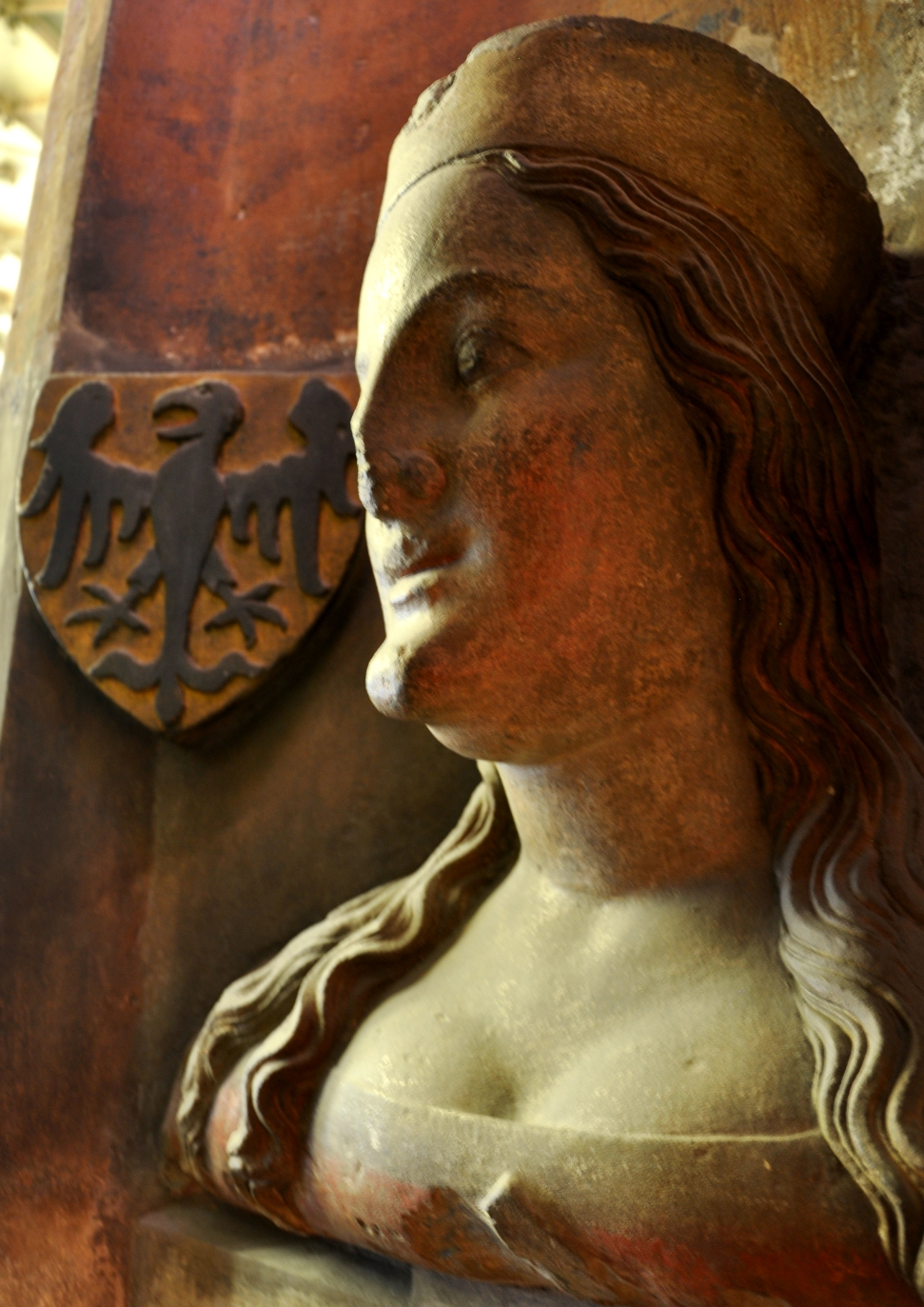
Elżbieta Pomorzanka

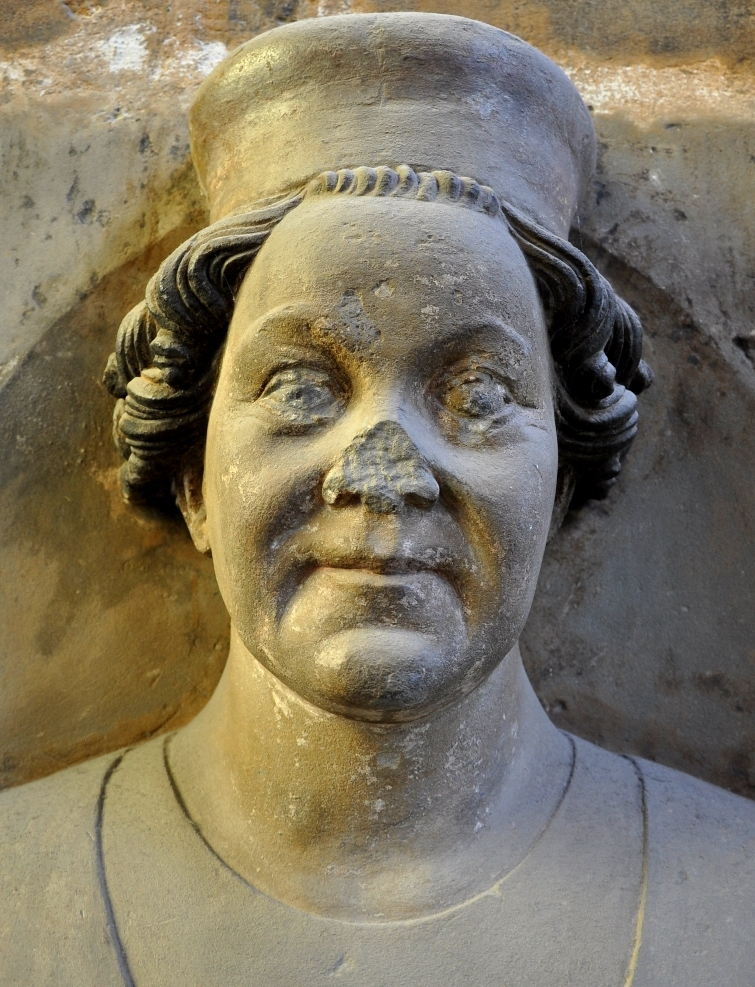
Beneš z Veitmile
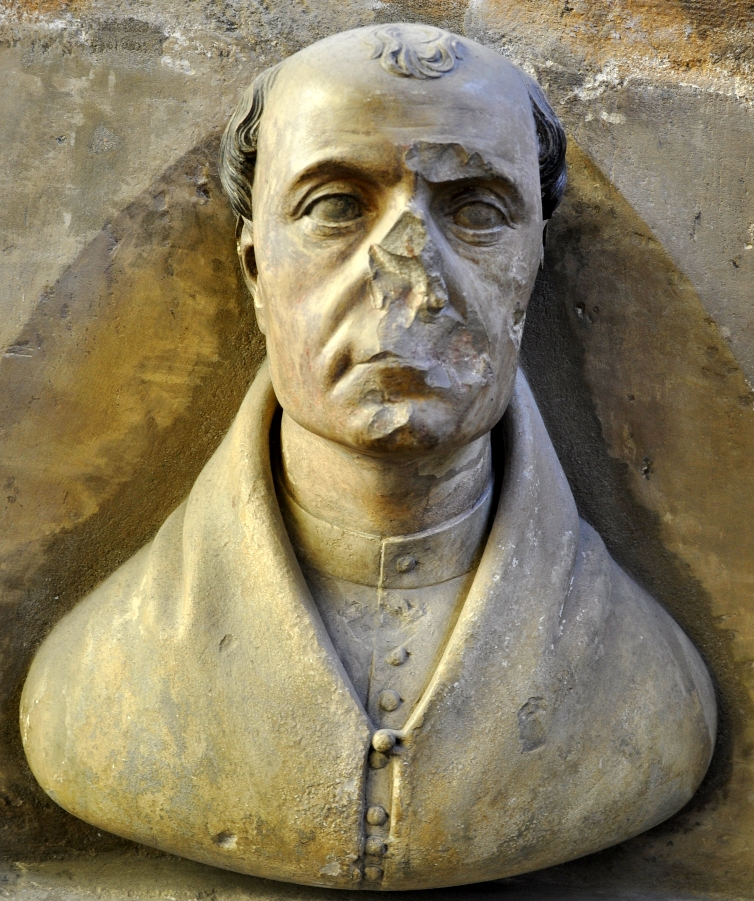
Václav z Radče
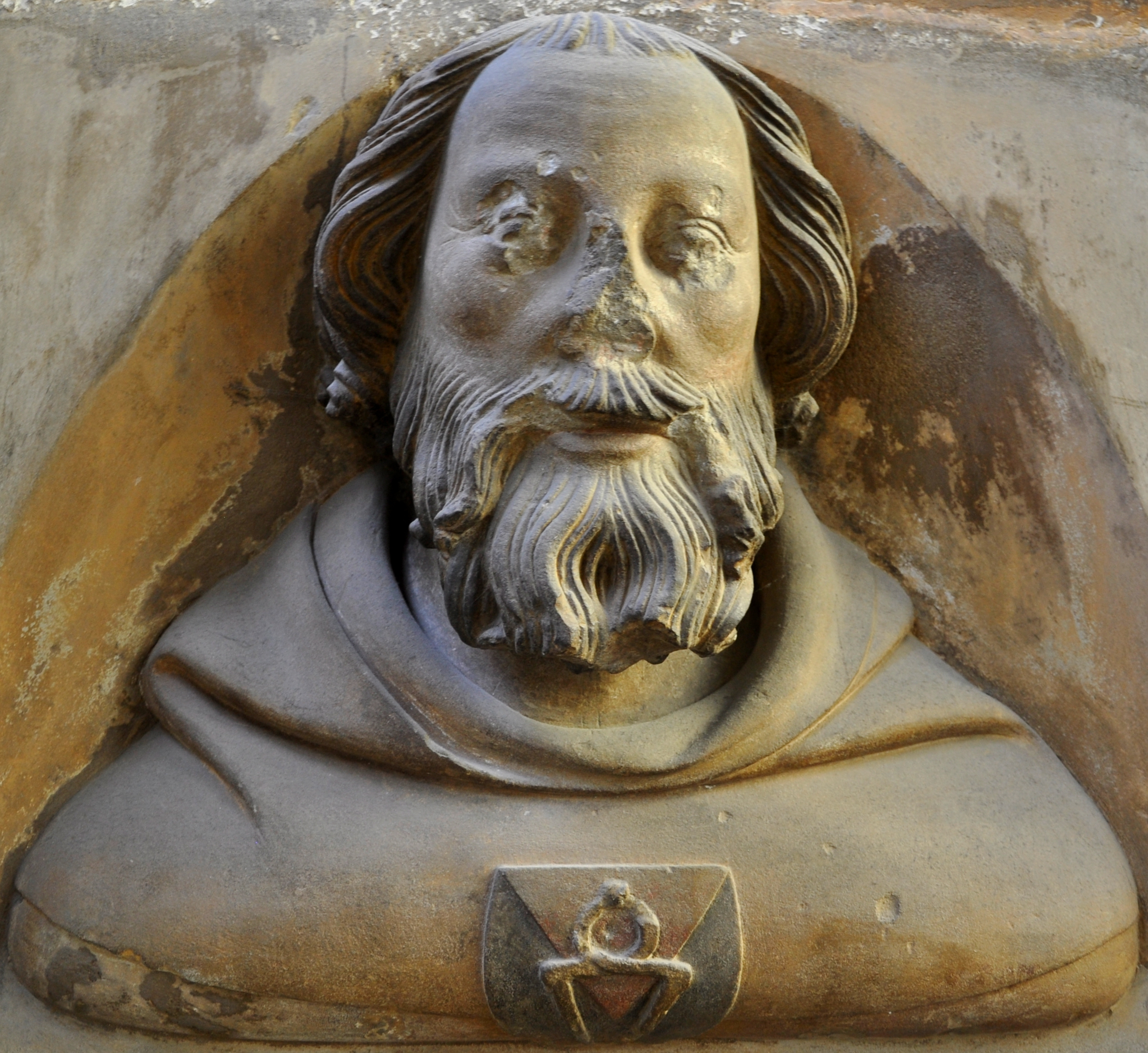
Mateusz z Arras
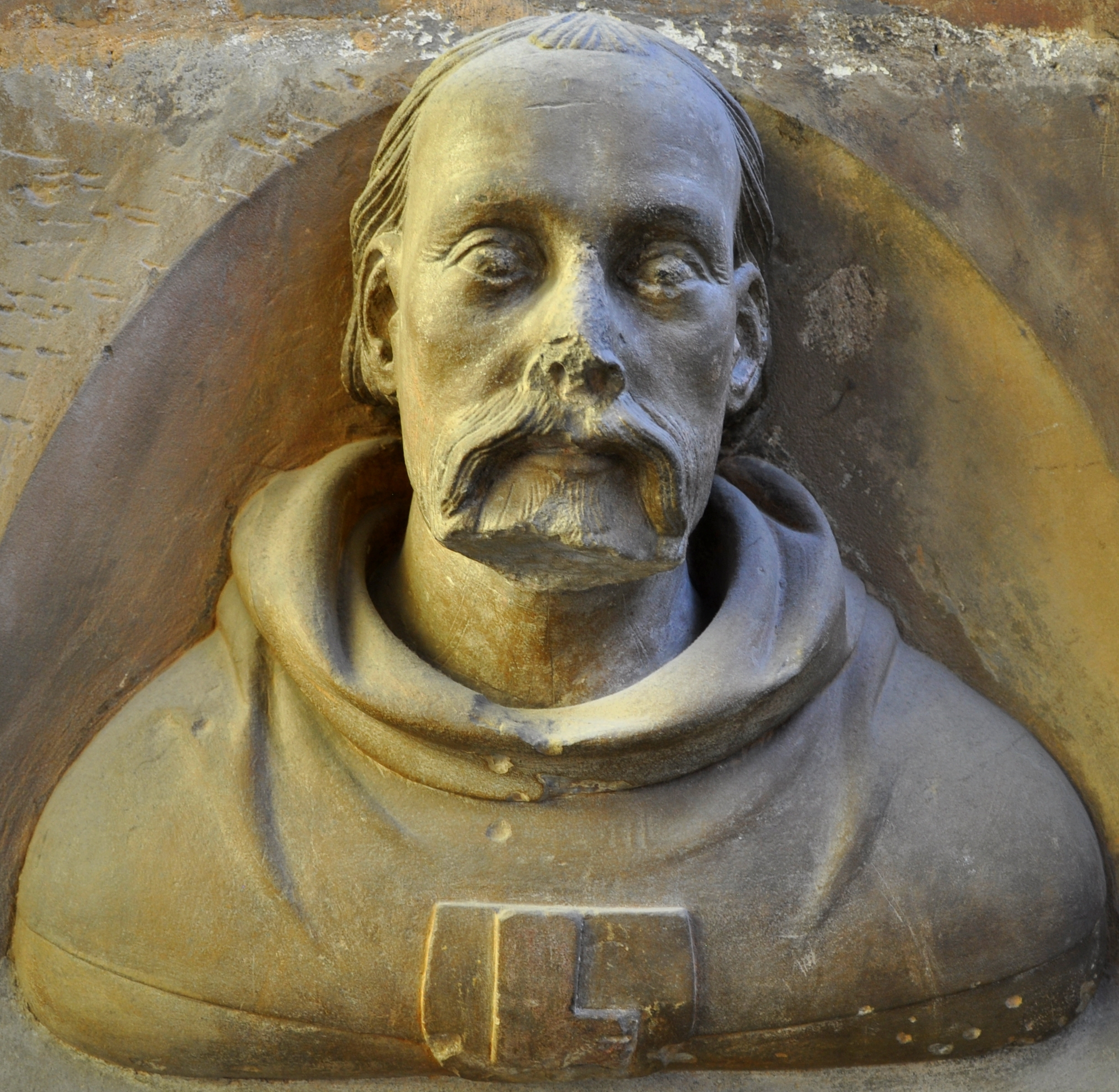
Peter Parler

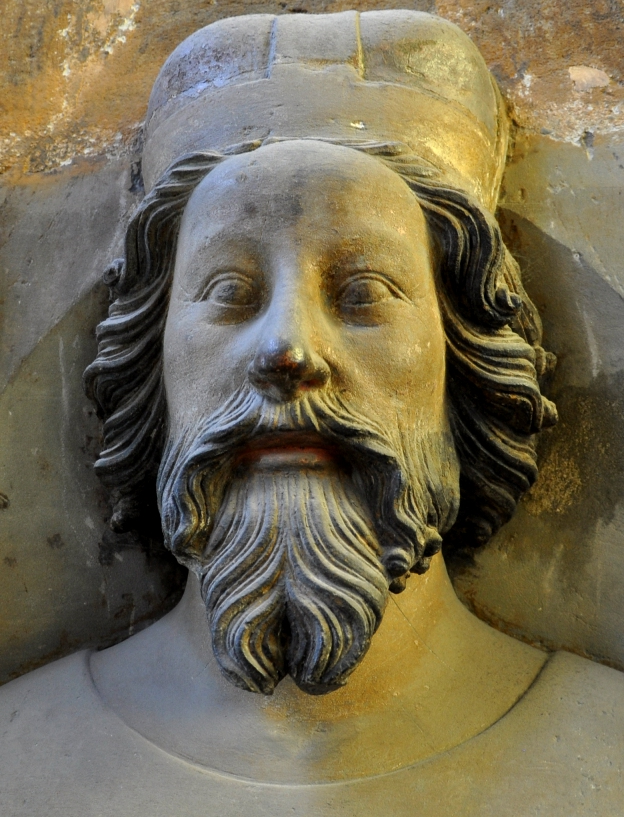
Wacław I Luksemburski
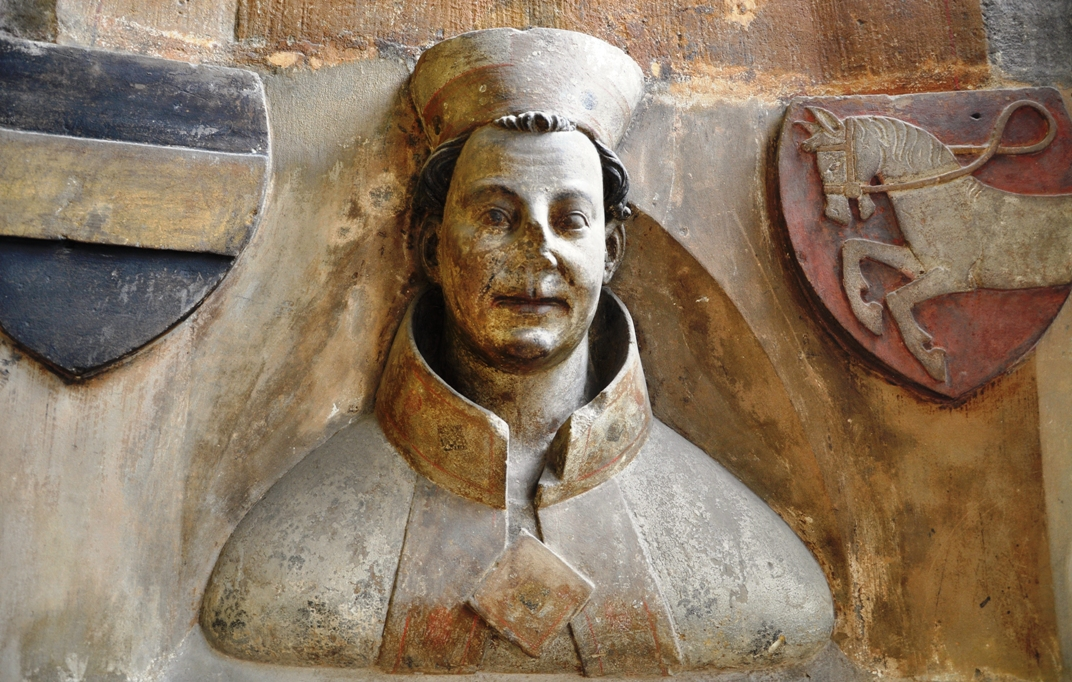
Arnošt z Pardubic
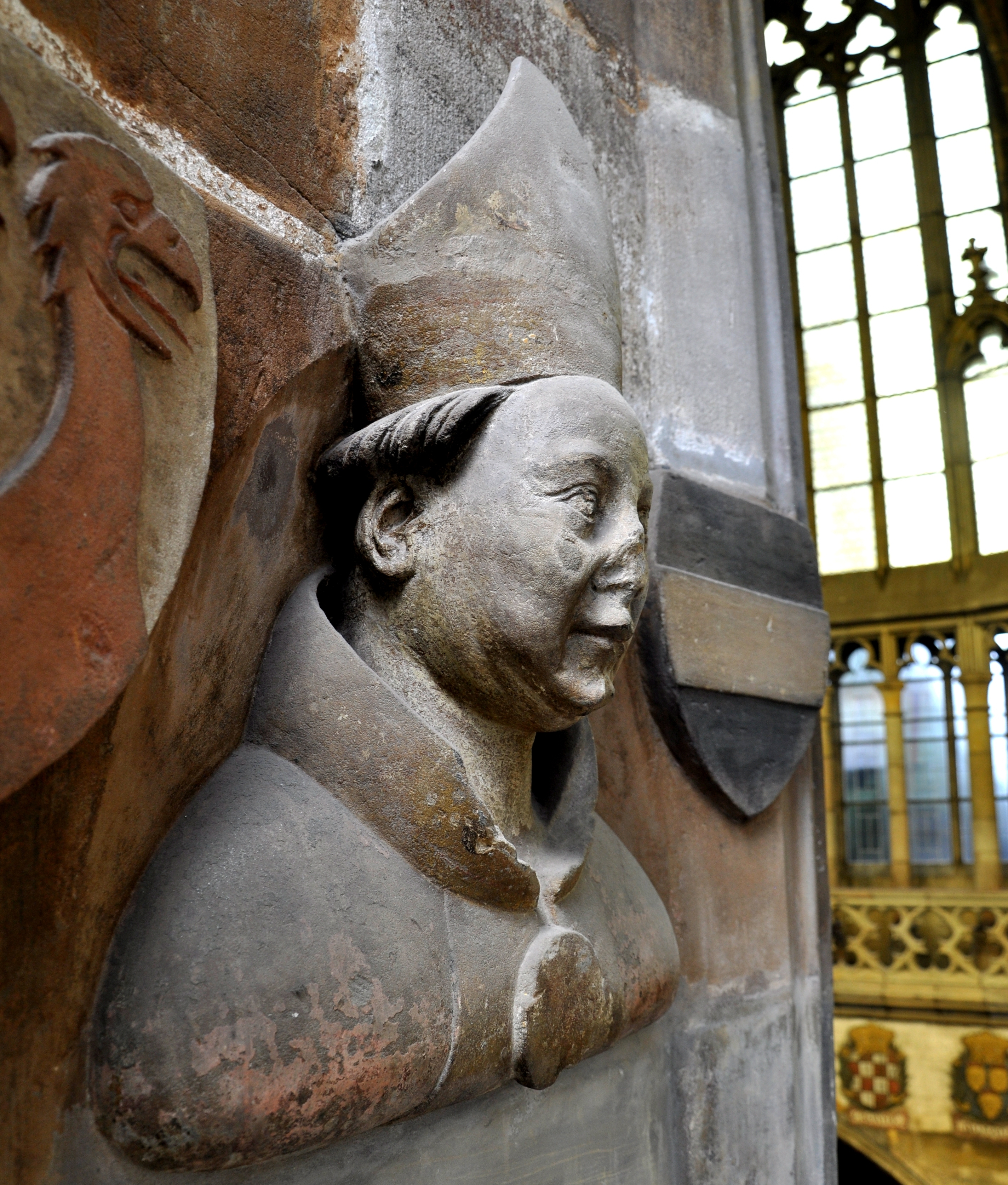
Jan Očko z Vlašimi
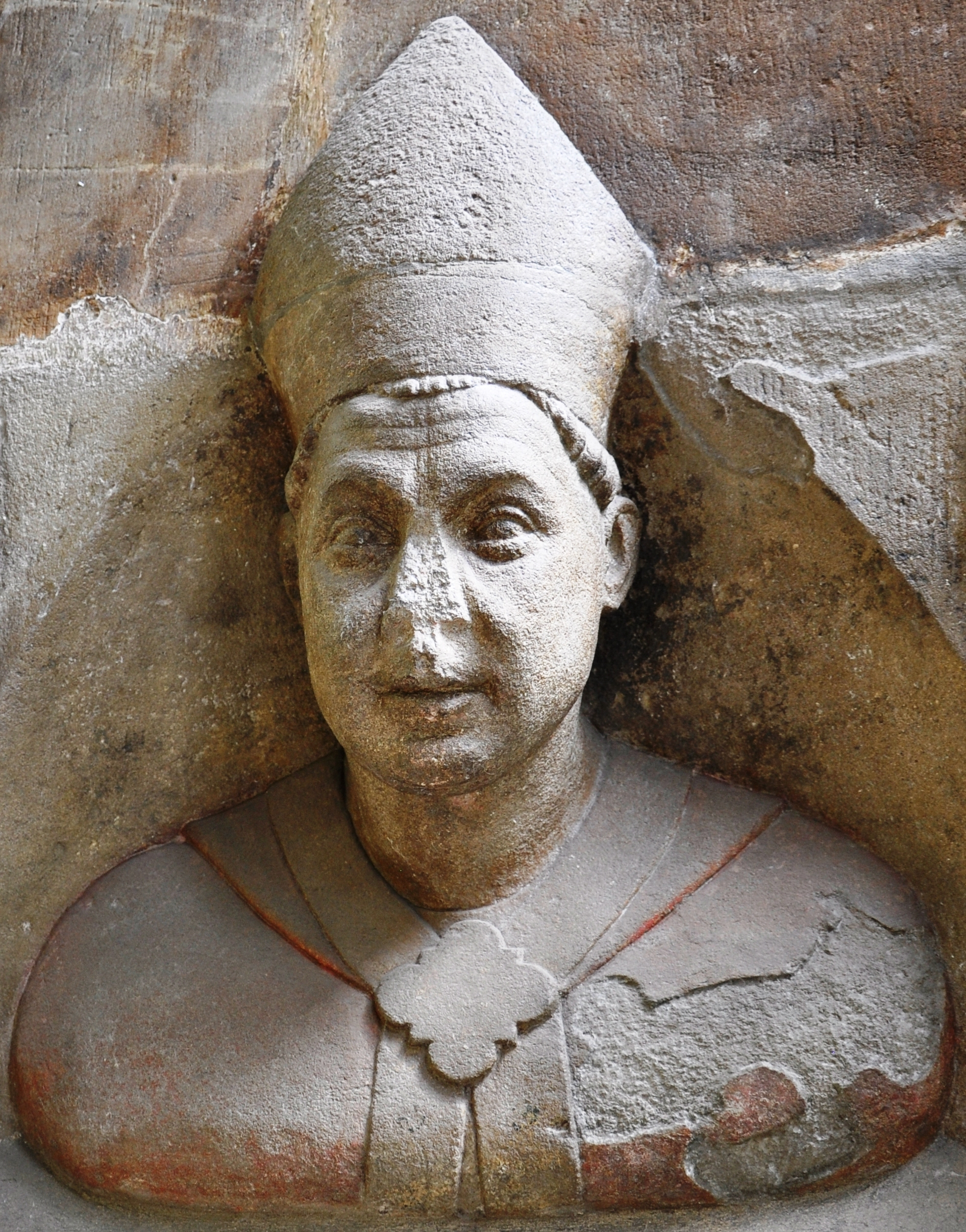
Jan z Jenštejnu

## Tzw. górne tryforium
Odpowiednikiem wewnętrznego tryforium jest tryforium zewnętrzne, tzw. górne (ze względu na nieco wyższą lokalizację) umieszczone u nasady okien oświetlające wnętrze chóru katedry. Istotę stanowi program obrazowy, który w przeciwieństwie do wewnętrznego ma charakter czysto sakralny, choć wraz z popiersiami wewnątrz stanowi od strony ideowej integralną całość. Popiersia zostały umieszczone po bokach okien, na ściankach przypór, wewnątrz nisz umieszczonych pod arkadami, o łukach w formie oślego grzbietu. Okno najdalej wysunięte na wschód flankują przypory z popiersiami Jezusa i Marii-Matki Bożej. W dalszych ukazane są popiersia świętych - patronów czeskich: Wacława, Ludmiły, Wojciecha i Świętego Prokopa, po północnej stronie świętych Wita, Zygmunta, oraz Cyryla i Metodego. W kolejnych znajdują się przedstawienia inspirowane  bestiariuszami.

## Analiza

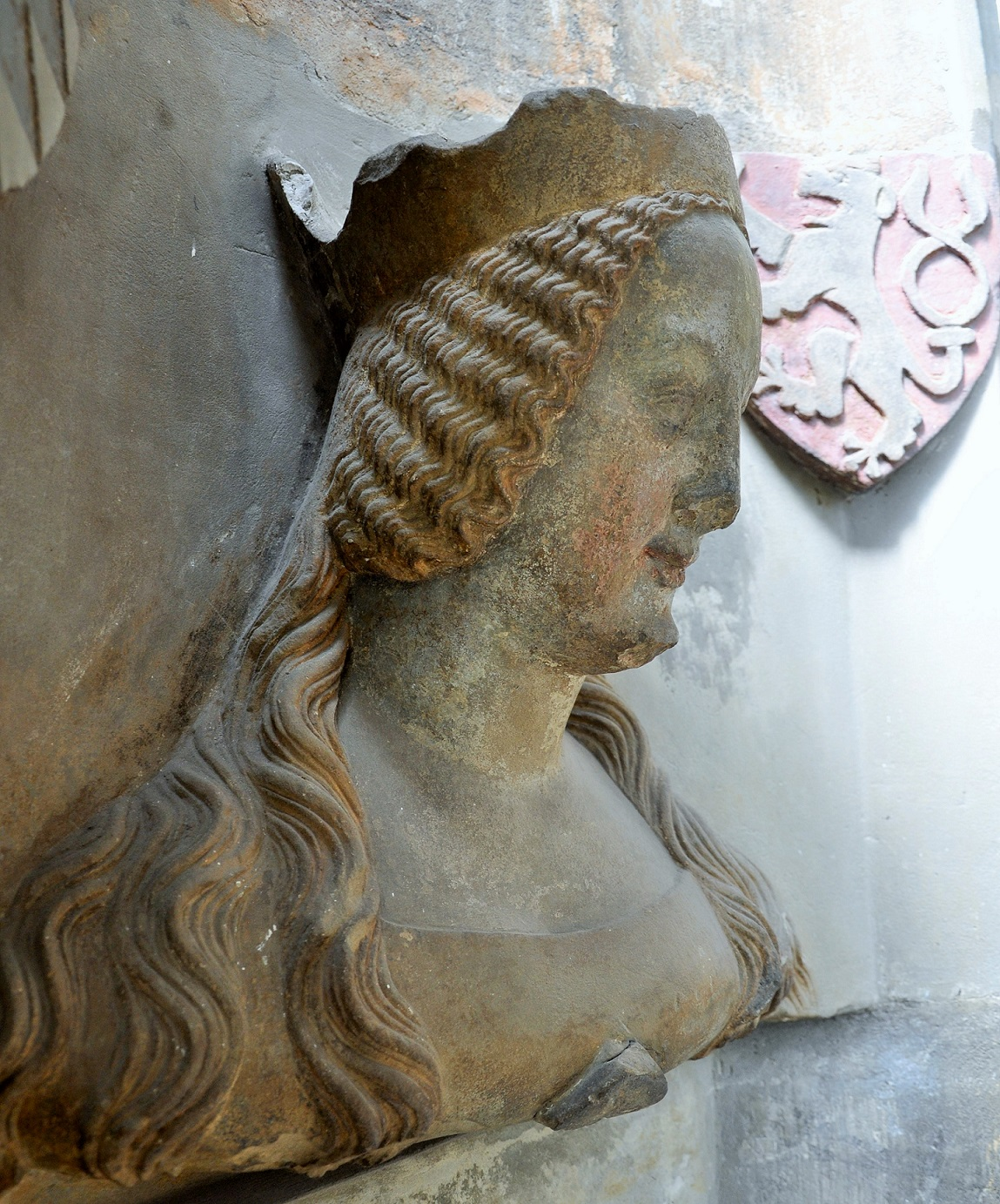
Wizerunek Joanny Bawarskiej - ujęcie z profilu

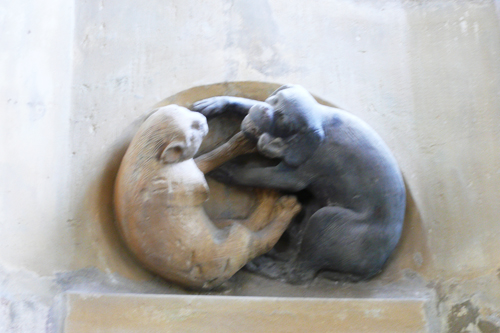
Kot i pies

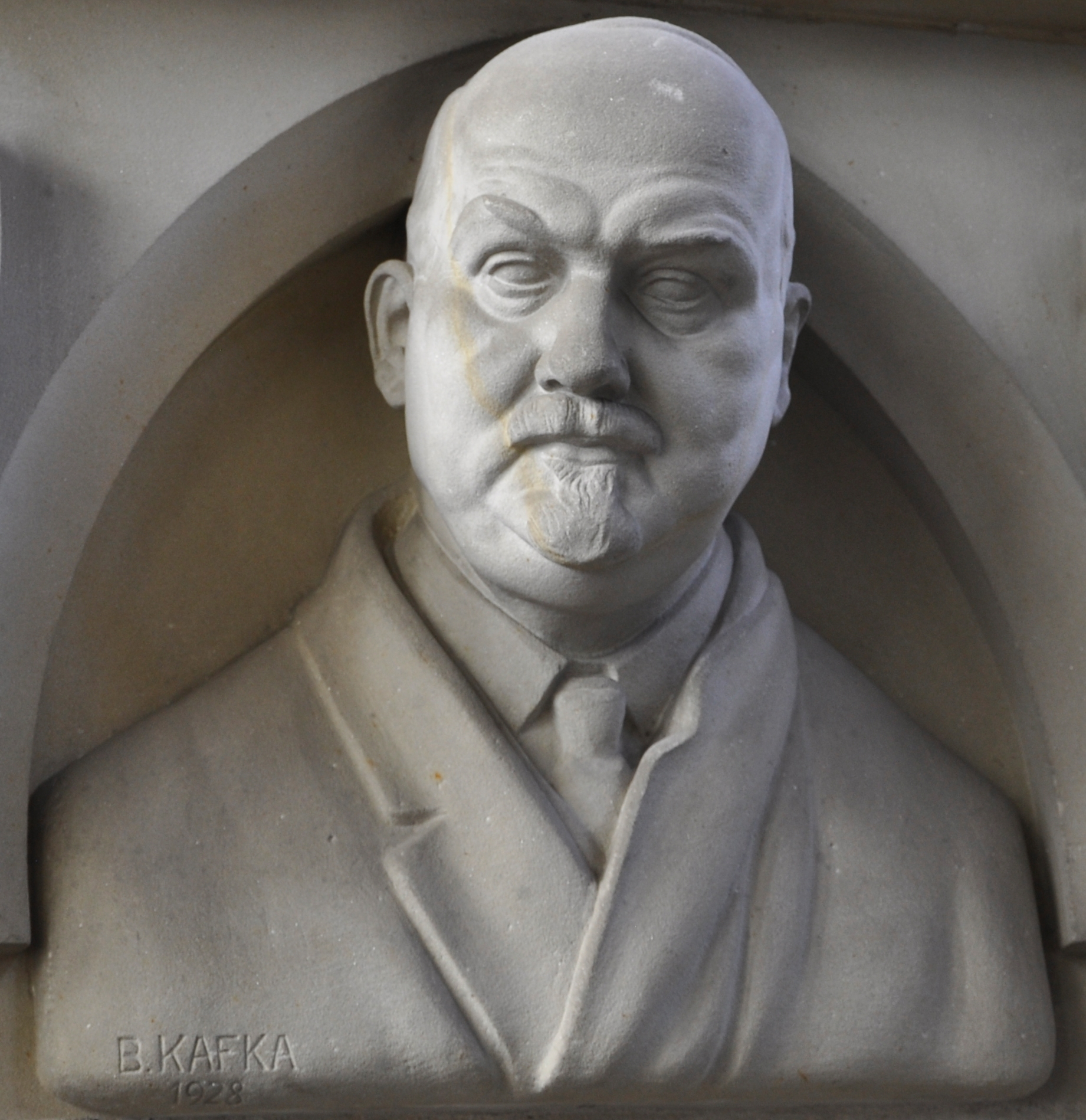
XX-wieczne popiersie architekta Kamila Hilberta

Budowa katedry Świętego Wita w Pradze była inwestycją kluczową, jej rozmach odzwierciedla potęgę ówczesnej władzy, którą sprawował Karol IV Luksemburski. Po śmierci pierwszego budowniczego, Mateusza z Arras, prace nad budowa katedry powierzono sprowadzonego zapewne z Gmünd, Petera Parlera, dzięki któremu wzniesiono w całości część wschodnią obecnej katedry: chór i prezbiterium zamknięte wieloboczną absydą, nakryte odmianą sklepienia sieciowego. Nadto w tym czasie powstała część południowego ramienia transeptu, wraz z tzw Złotą Bramą - swego rodzaju przybudówką, mieszczącą u dołu portyk, wyżej skarbiec z czeskimi insygniami koronacyjnymi. Wzniesiono także sąsiadującą od wschodu kaplicę Świętego Wacława, oraz w znacznej części wielką wieżę. Prace te obrazują przemiany w gotyku. Dokonano tu syntezy elementów typowych dla tradycyjnego gotyku katedralnego (wielobocznie zamknięty chór z obejściem i wieńcem kaplic; diafaniczna konstrukcja oraz system filarowo-przyporowy) z nowatorskimi wówczas  rozwiązaniami, widocznymi w sposobie rzesklepienia wnętrza, wprowadzenia innowacji w dekoracji detali oraz nadania nowego charakteru tryforium katedry.
Cały zespół rzeźbiarski (zarówno na tryforiach zewnętrznych i wewnętrznych) stanowi swego rodzaju kwintesencję Królestwa Czech, w wymiarze sakralnym i świeckim, które stanowiły integralną całość ustroju i władzy. Chrystus i Maria, za nimi poszczególni święci lokalni patroni stanowili ideową podstawę  władzy królewską nad państwem, ich obecność obok najbardziej wysuniętego na wschód okna prezbiterium (część ta była hieratycznie najważniejsza), ma swoje uzasadnienie. Kolejne wizerunki świętych obrazują kult i władzę Karola IV oraz jego państwo ze szczególnym uwzględnieniem najdalszych dziejów. Stąd też oprócz patronów katedry (świętych Wacława i Wojciecha) znaleźli się święci Cyryl i Metody, a ich kult krzewił Karol IV Luksemburski, który po drugiej stronie Wełtawy na terenie sąsiadującego ze Starym Miastem Nowego Miasta  założył klasztor dla zakonu Benedyktynów Słowiańskich, których patronami są wspomniani dwaj misjonarze. Żeński odłam zakonu ze szczególną czcią darzył św. Ludmiłę - babcię św. Wacława. Jej grób znajduje się obok katedry, w kościele Świętego Jerzego, przy którym znajdował się klasztor Benedyktynek. Obecność świętego Zygmunta ma swoje uzasadnienie w aktualnej postawie religijnej Karola IV, pokłosie translacji z Burgundii (gdzie w 1356 roku objął władzę) relikwii dawnego władcy i męczennika do katedry praskiej, odtąd praska katedra miała cztery patrocinia. Popiersia świętych patronów czeskich znalazły kilkakroć swoje miejsce w rzeźbie i malarstwie doby Luksemburgów.
Umieszczone wokół najważniejszej przestrzeni kultowej katedry popiersia w tryforiach wewnętrznych, mają również wiele znaczeń. Wyróżniają się trzy grupy postaci związane z osobistym, politycznym i dworskim życiem Karola IV z uwzględnieniem sukcesji dynastycznej po Przemyślidach, kierunków władzy poprzez kolejne mariaże i supremacji Luksemburgów w Czechach i Rzeszy, nadto uwzględniono tu sukcesy jakie osiągnął Luksemburczyk: uniezależnił od Moguncji władzę kościelną zakładając w Pradze arcybiskupstwo i budując w miejscu starszej romańskiej świątyni biskupiej, nową wielką katedrę, a jej budowa obrazowała nie tylko rozwój lokalnego duszpasterstwa, ale także świadomości artystycznej i ważną rolę osób tworzących kształt głównej świątyni Czech, sąsiadującej z praską rezydencją Karola IV, przy rozbudowie której także działali Parlerowie (m.in. kaplica Wszystkich Świętych). Jest to przykład odejścia od typowej dla średniowiecza anonimowości artystycznej, w dobie gotyku, coraz częściej architekci podkreślali swoją tożsamość za pomocą m.in. wizerunków i znaków kamieniarskich. Popiersia tryforium stanowią ważny przykład w dziejach portretu, w miejsce tradycyjnego przedstawiania ogólnych typów ludzkich, następuje konkretyzacja cech fizjonomicznych, rysów i wyrazu twarzy oraz dążenie do naturalizmu i bardziej dosłownego przedstawiania osób. Pod tym względem czytelne są różnice warsztatowe: niektóre figury charakteryzują się szczególną starannością (np. popiersia Mikulasa Holubeca, Anny Świdnickiej, Petera Parlera). Rzeźbiarze uwzględnili również aktualne zwyczaje i modę: u schyłku władzy Przemyślidów upowszechnił się obyczaj noszenia sukien odsłaniających ramiona i zwyczaj noszenia rozpuszczonych włosów.
Katedra praska została ukończona w XIX wieku w stylu neogotyckim, wybitnie nawiązującym do prac z XIV stulecia. Architektura wnętrza korpusu nawowego jest niemal dosłowną kopią gotyckiej części wschodniej. W konsekwencji w latach 1917–1941 wykonano cykl popiersi, które ideowo nawiązują do pierwowzoru, natomiast stylistycznie i ideowo dokonano przemian. Czeskie osobistości, z Josefem Krannerem, Josefem Mockerem i Karelem Hilbertem na czele zostali ukazani w pełni z ówczesnymi konwencjami stylowymi.